# أوجيا تشيجيمي

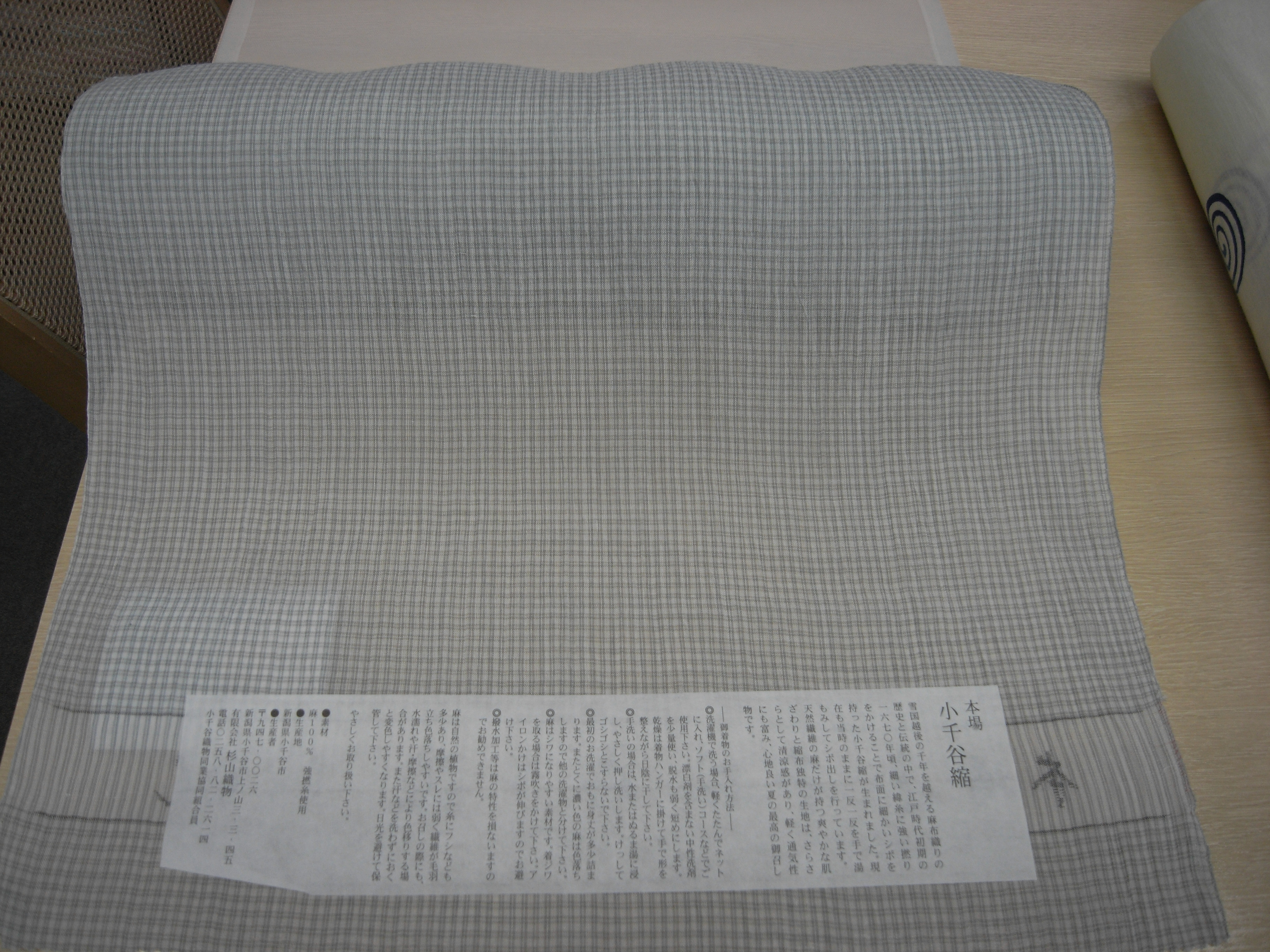
أوجيا تشيجيمي

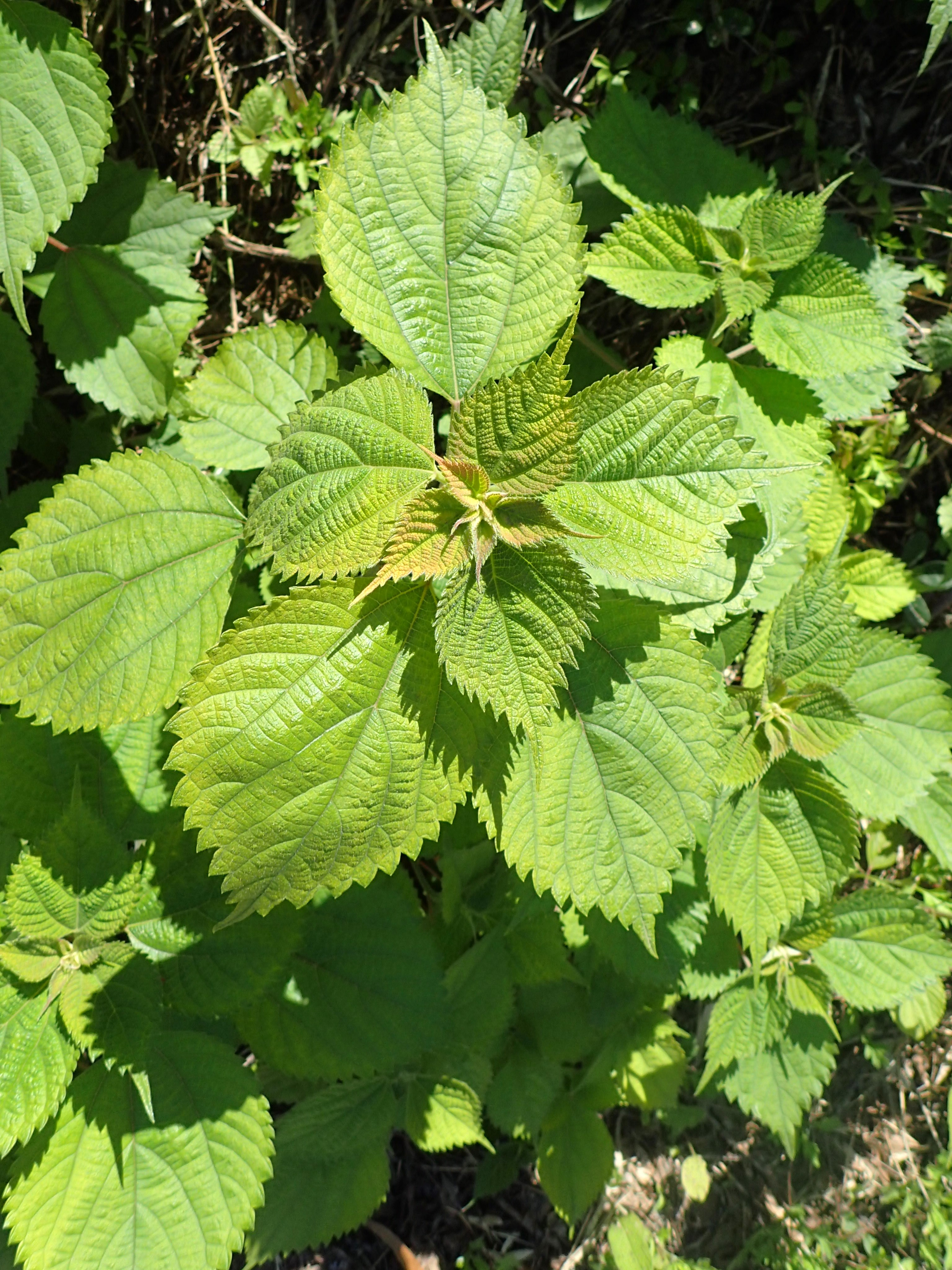
نبات رامي

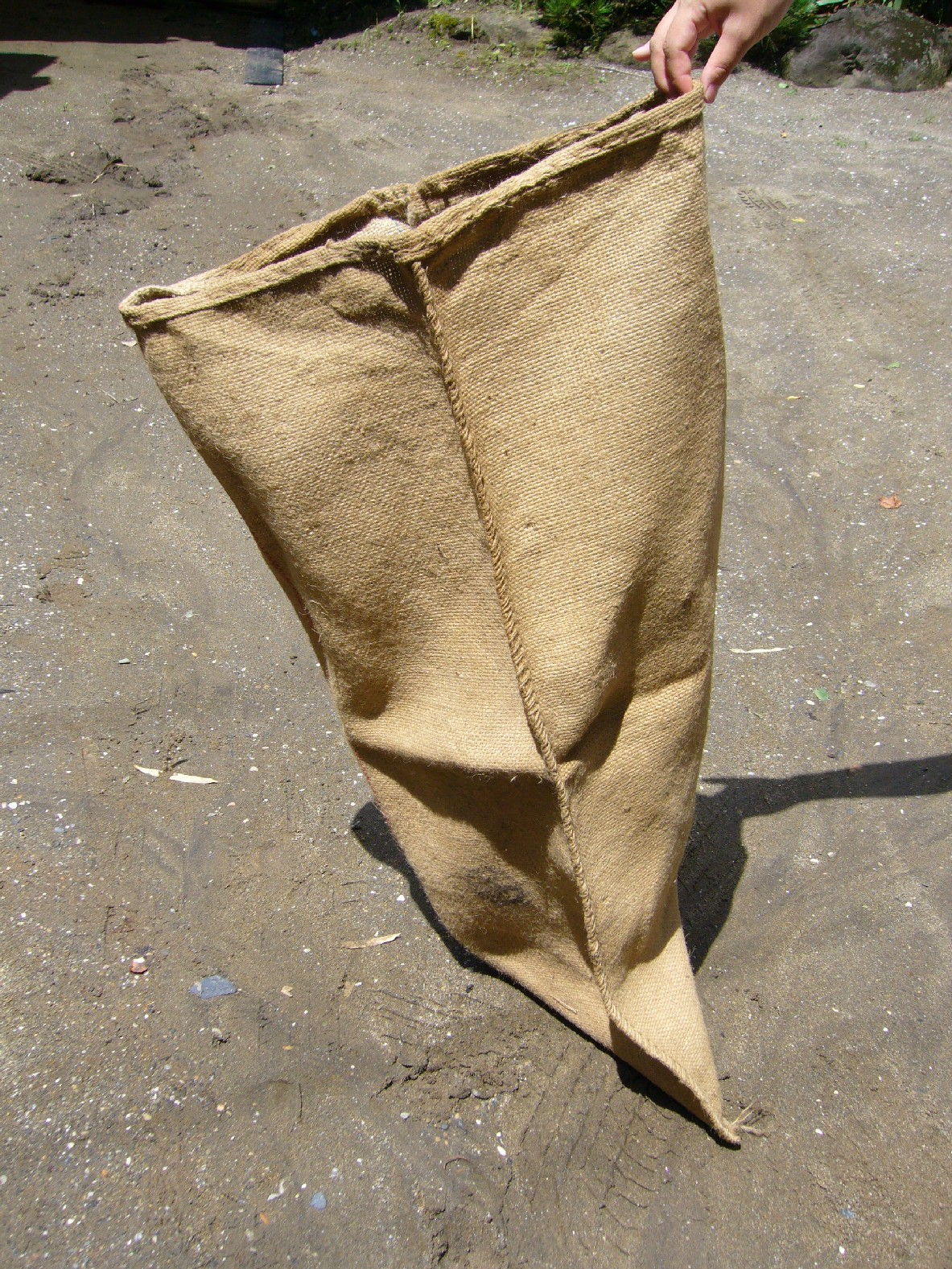
كيس مصنوع من ألياف القنب

أوجيا تشيجيمي (باليابانية: 小千谷縮) (بالانجليزية Ojiya-chijim) هو النسج باستخدام نبات القنب الذي يتم بشكل رئيسي في مدينة أوجيا في نيغاتا في اليابان.  وهو قماش يستخدم نبات الرامي (أو قماش رامي). 

## تاريخه
في القرن السابع عشر، نجح ماساتوشي هوريجيرو (جيرو أكاشي) في تحسين إيتشيغو أزابو من خلال تطبيق تقنية أكاشيجيجي، وهي عبارة عن نسيج حريري انتشرت التحسينات في جميع أنحاء منطقة أونوما. في ذلك الوقت، كان يسمى إيتشيغوجيجي. في منتصف القرن السابع عشر بدأ إقامة سوق شيزومي في أوجيا. تم جمع أقمشة شيزوري المنسوجة في أونوما وكاريوا وكوبيكي بواسطة وسطاء وتجار جملة في أوجيا. كما أقيمت أسواق صغيرة أخرى في هورينوتشي وتوكاماتشي. يذكر "إيتشيغو نايورو" أن " التجار من جميع أنحاء اليابان، بما في ذلك إيدو وكيوتو وأوساكا، اجتمعوا في تشيزويشي الذي أقيم في الفترة من أبريل إلى يوليو ".[بحاجة لمصدر]
في هوكيتسوشي عام 1800 كان يوجد لافتة مكتبة عليها: "لا يوجد منزل واحد، كبير أو صغير، لا يصدر صوت النسج. الجميع ينسجون الشيكي". قام مؤلف كتاب هوكيتسوشي بزيارة إيتشيغو خلال فصل الصيف، لذلك لم تكن فترة الذروة للنسيج، ولكن يقال أن العديد من العائلات كانت لا تزال تقوم بالنسيج. أدت إصلاحات كانسي (1787) وإصلاحات تينبو (1842) إلى تقييد شراء وبيع واستخدام السلع الكمالية، مما تسبب في خسائر كبيرة لتجار الجملة والمنتجين. وفي النصف الأخير من فترة إيدو، وصل مستوى الرقي إلى مستوى كانت فيه الأقمشة رقيقة جدًا لدرجة أنها يمكن أن تمر عبر ثقوب العملات النحاسية، تم دمج نفس الأغنية لاحقًا في Nagauta وأصبحت أغنية رقص كابوكي مشهورة.[بحاجة لمصدر]

## اليونسكو
في 12 مايو 1955، صُنِّفَت كممتلكات ثقافية وطنية هامة غير ملموسة باسم "إيتشيغوجيجي". تم تغيير الاسم المعين إلى "Ojiya Chijimi/Echigo Jofu" في عام 1960. عام 1976 تم اعتماد جمعية الحفاظ على التكنولوجيا Echigojofu/Ojiya Chippu كمنظمة للحفظ. وفي 30 سبتمبر 2009، تم تسجيلها ضمن التراث الثقافي غير المادي لليونسكو.

## انظر ايضا
ثقافة اليابان